# Johann Scheibler

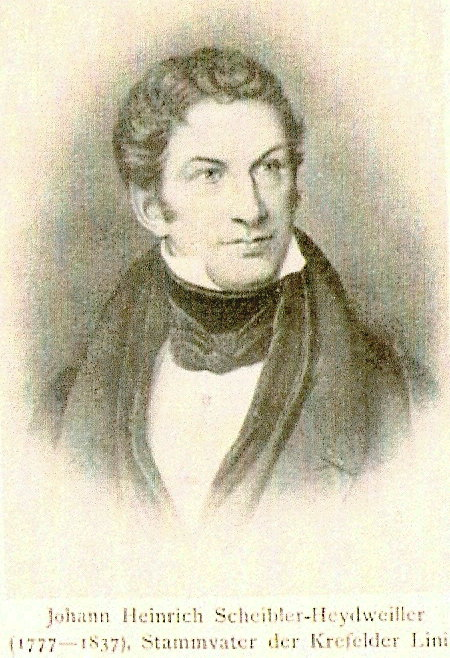
Johann H. Scheibler.

Johann Heinrich Scheibler, född 11 november 1777 i Monschau, död 20 januari 1837 i Krefeld, var en tysk akustiker.
Scheibler var verksam som textilfabrikant i Krefeld, men är mest känd för sina akustiska studier. Hans viktigaste resultat var den av honom uppfunna tonmätaren, vilken dels möjliggjorde noggrann bestämning av tonhöjden, dels noggrann stämning av alla, av den så kallade temperaturen beroende musikinstrument. Han presenterade denna uppfinning i skriften Der physikalische und musikalische Tonmesser (1834). Han invaldes 1838 som ledamot av Kungliga Musikaliska akademien i Stockholm.

## Övriga skrifter
- Anleitung, die Orgel vermittels der Stösse und des Metronoms correkt gleichschwebend zu stimmen (1834)
- Ueber mathematische Stimmung, Temperaturen und Orgelstimmung nach Vibrations-Differenzen oder Stössen (1835)
- Anleitung, die Orgel unter Beibehaltung ihrer momentanen Höhe oder nach einem bekannten a vermittels des Metronoms nach Stössen gleichschwebend zu stimmen (1836)
- Mittheilung an die Versammlung der deutschen Naturforscher zu Bonn im Jahr 1835 über das wesentliche des physikalischer und musikalischen Tonmessers (1835)